# William Henry Sleeman
Sir William Henry Sleeman KCB (* 8. August 1788 in Stratton (Cornwall), England; † 12. Mai 1856 an Bord eines Schiffes vor Sri Lanka) war ein britischer Administrator und Kriminalbeamter, dem die Entdeckung und Ausrottung der kriminellen Thugs oder Thuggee-Bruderschaften in Indien gelang.

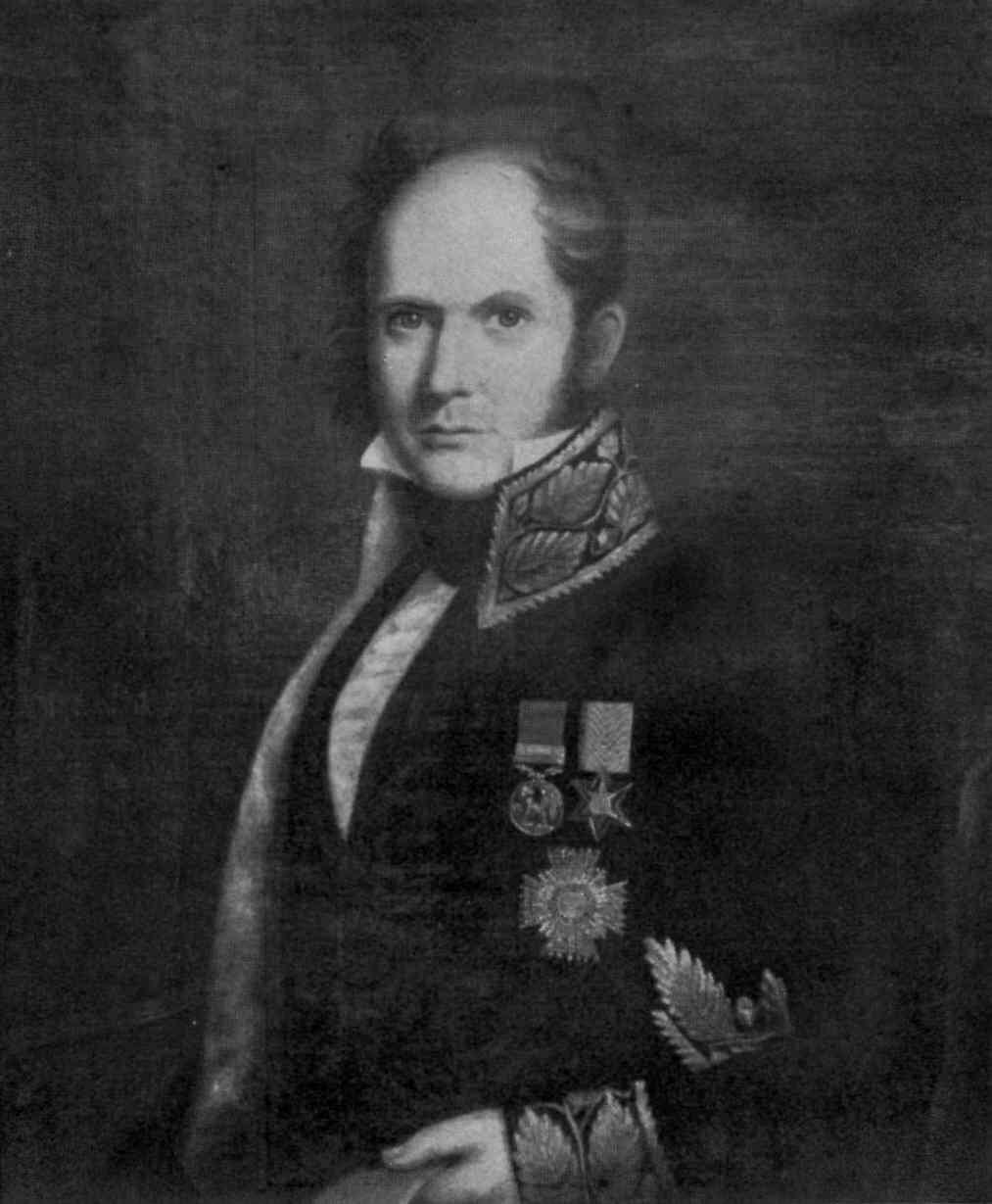
William Henry Sleeman (1788–1856)

## Leben

### Jugend
Sleeman wurde als fünfter Sohn von Captain Philip Sleeman, einem Steuereinnehmer, und seiner Frau Mary geboren. Nach dem Tod des Vaters im Jahr 1802 eignete sich der wissbegierige junge Mann, der in London eine Kaufmannslehre begonnen hatte, durch die Lektüre der damals gängigen liberalen ökonomischen (Thomas Hobbes, David Ricardo, Adam Smith) und militärwissenschaftlichen Literatur (Turenne, Marlborough, Karl XII. von Schweden) ein Grundwissen auf diesen Gebieten an. Da er in die Armee der Britischen Ostindien-Kompanie in Bengalen eintreten wollte, in der man auch ohne Stellenkauf Karriere machen konnte, lernte er im Selbststudium die arabische und Devanagari-Schrift, um die Schrift und Sprache der Einheimischen (Bengali, Hindi bzw. Hindustani/Urdu) sowie der Kaufleute und Diplomaten (Persisch) zu verstehen.

### Dienst in Indien
1809 trat Sleeman in die Armee von Bengalen ein und war zunächst in Dinapur, ab 1810 in der Garnison von Barakpur (Kalkutta) stationiert. 1814–1816 nahm er am erfolgreichen Feldzug der Briten gegen Nepal teil und lernte Gurkhali, so dass ihm die wichtigsten Landessprachen im Nordosten des Landes zur Verfügung standen. Von den bei ihm erstmals auftretenden Malariaanfällen erholte er sich nie ganz.

### Entdeckung und Bekämpfung der Thugs
1819 stieß Sleeman in der Garnisonsbibliothek auf den bereits 1816 erschienenen Bericht des Chirurgen Dr. Sherwood aus Madras, in der dieser über eine gut organisierte und bisher fast unbekannte Gruppierung von Mördern berichtete, die seit längerem die Reisenden im Süden und Westen des Landes umbrachten und beraubten: die Thags (engl. Thugs genannt, hindi thag, engl. thug, eigentlich „Täuscher“). Das System dieser Thugs oder Phansigars (hindi „Schlingenmacher“) bestand darin, auf stark frequentierten Straßen und Wasserwegen Kontakt zu Reisenden aufzunehmen und diese dann einzeln oder auch in ganzen Gruppen umzubringen, indem sie sie meistens erdrosselten, um sie anschließend zu berauben. Die Leichen wurden in zuvor eigens ausgehobene Gräber oder in Brunnen geworfen; die Überfälle waren stets vorbereitet, für die Opfer bestand keine Chance auf Entkommen; Überlebende und damit Zeugen gab es nicht, die Existenz solcher Gruppen blieb daher zunächst völlig unbemerkt.
Erst als die indischen Soldaten der Armee der Ostindien-Kompanie, die sog. Sepoys, vom Heimaturlaub in größerer Zahl nicht mehr zurückkehrten, eine Desertion aber ausgeschlossen schien, wurde die Kolonialmacht auf die Problematik aufmerksam und erließ erste Anweisungen für die Truppe. Da man hinter den Morden aber kein System vermutete und in die Verhältnisse der unabhängigen indischen Staaten nicht eingreifen wollte, stieß Sleeman bei seinen Nachforschungen nicht nur auf Unglauben, sondern auch auf den teilweise erbitterten Widerstand seiner britischen Kollegen, die ihm den Spottnamen thuggee-Sleeman verliehen. Er fasste den Entschluss, sich ganz der Bekämpfung dieser ungekannten Form der organisierten Kriminalität zu widmen.

### Gerichts- und Polizeidienst in Zentralindien
Als Assistent beim Agenten des Generalgouverneurs in den neu erworbenen Sagar- und Narmadagebieten mit Residenz in Jabalpur südlich von Gwalior/Zentralindien (1820) erhielt er die Gelegenheit, in seinem Rechtsbezirk seine Vorstellungen von einem konsequenten, systematischen Strafrecht durchzusetzen. In den neuen Bezirken (non regulated provinces) führte man ein praktikables Rechts- und Verwaltungssystem jenseits der starren Regeln der alten Provinzen (regulated provinces) ein, die weiterhin nach englischem und einheimischem, das heißt Hindu- oder Muslimrecht (Scharia), verwaltet wurden.
Als Leiter der Zivilverwaltung von Narsinghpur im Narmadatal (1822) machte er erste praktische Erfahrungen mit den Thugs: von einem Informanten erlernte er deren Slang und verfasste das sogenannte Ramasi-Wörterbuch als Handbuch für Polizei und Justiz („Ramaseeana“). Von ihm erhielt er auch die Anregung zum Bau eigener Strafanstalten für künftige aussagewillige Thugs als Schutz gegen die eigenen Komplizen. Dies und die Kronzeugenregelung, durch die ein geständiger Thug statt mit der Todesstrafe mit Deportation oder lebenslanger Einweisung in ein Spezialgefängnis davonkam (Informantenschutz), eröffneten den Einblick in die bisher nahezu hermetisch verschlossene Welt dieser mörderischen Bruderschaft. Sleemans Beschreibung der Sitten, Bräuche und des Aberglaubens der Bruderschaft gehört zu den faszinierendsten Dokumenten der Soziologie, Indologie und der Kriminalgeschichte.
1831 zog Sleeman nach Sagar in Zentralindien, wo er mit Erfolg Jagd auf die Bande des Feringhia, eines brahmanischen Thugführers, machte. 1832 wurde auf seine Anregung hin der Aufbau einer speziellen Verfolgungsbehörde und die Entwicklung geeigneter polizeilicher Methoden in Angriff genommen, die durch landesweite Korrespondenz, Kartierung der Einsatzorte, Namenslisten und polizeiliche Verhöre nur durch legale Mittel, das heißt ohne die Anwendung von Folter, äußerst erfolgreich gegen die Organisierte Kriminalität operierte.

### Fahndungserfolge, Kronzeugenregelung, das Spezialgefängnis in Jabalpur
1835 wurde er zum Superintendenten der Behörde zur Verfolgung der Thugs mit Sitz in Jabalpur ernannt, wo er eine besondere Strafanstalt mit Arbeitspflicht zum Schutz der Kronzeugen einrichtete, 1839 zum Commissioner für die Bekämpfung des Thug-Bruderschaft und der sog. Dacoits (Straßenräuber).
Bis 1840 kam es zu 3689 Festnahmen von Thugs, von denen 466 zur Hinrichtung führten (13 %), 1564 zu lebenslanger Deportation (43 %), 933 zu lebenslanger Haft (25 %), 81 zu zeitlich befristeten Strafen (1 %), 86 zu Freilassung unter Auflagen (2 %). 97 Thugs wurden als Kronzeugen freigesprochen (3 %), 56 als Kronzeugen zugelassen (2 %), 12 entkamen (0,3 %), 208 starben vor ihrer Verhandlung in der Haft eines natürlichen Todes (6 %). In den Jahren 1840–47 kam es zu weiteren 531 Verhaftungen und Verurteilungen von Thugs, 1848 wurden 120 Thugs verurteilt, seither gilt die Bruderschaft als zerschlagen. Kronzeugen und nicht des Mordes überführte Thugs wurden zu lebenslangen oder zeitlich befristeten Strafen in das eigens errichtete Sondergefängnis in Jabalpur gebracht, wo sie Sträflingsarbeit verrichteten (Teppichknüpfen, Straßenbau etc.), oder in Arbeitslager bzw. Strafkolonien (Mauritius, Australien, später Andamanen).
Sleeman überlebte in dieser Zeit mehrere Mordanschläge.

### Ausscheiden aus dem Polizeidienst, Residentschaft
1843–1849 wurde Sleeman auf Grund seiner Verdienste britischer Resident am Hof des Maharaja von Gwalior sowie zum Knight Commander of the Bath ernannt, des zweithöchsten Ordens der englischen Ritterschaft, und schied als Leiter der Thug-Verfolgungsbehörde aus. 1849–56 wurde er Resident in Lucknow, der Hauptstadt des damals noch halb unabhängigen Königreichs Oudh, wo er der britischen Verwaltung von einer Annexion des Gebietes abriet. Als Generalgouverneur Lord Dalhousie dennoch den Anschluss anordnete, war dies der Auslöser für den indischen Aufstand von 1857 bis 1858.

### Sonstige Leistungen
Von einem Aufenthalt in New South Wales (Australien), den er 1825 zur Ausheilung seiner Malaria angetreten hatte, brachte Sleeman das dortige Zuckerrohr mit, das seit 1826 mit Erfolg in der Jabalpurregion angepflanzt wurde. 1828 heiratete er die kaum Englisch sprechende 19-jährige Französin Amélie Josephine Blandin de Chalain, die Tochter eines Pflanzers aus Mauritius, die sich zum Studium der Anbaumethoden in Jabalpur aufgehalten hatte; sie führte das qualitativ überlegene französische Zuckerrohr ein, womit der moderne indische Zuckeranbau seinen Anfang nahm. Seine Frau begleitete ihn öfter auf seinen polizeilichen Streifzügen durchs Land und wurde Zeuge zahlreicher Vernehmungen und Leichenfunde.
Sleemans historische Interessen kamen in der von ihm selbst verlegten „Story of the Byza Bae“ (1827) zum Ausdruck, seine archäologischen in der Entdeckung der Knochen des Titanosaurus indica (1828, seit 1832 im Indian Museum in Kalkutta).
Als 1833 das Getreide knapp wurde und eine Hungersnot drohte, stemmte sich Sleeman als Schüler von Adam Smith und David Ricardo gegen die vom britischen Militär verlangte populäre Enteignung der Getreidehändler, Beschlagnahmung und behördliche Preisdiktate; ihm gelang es so, das Vertrauen der Händler sowie die Getreidezufuhr aufrechtzuerhalten, die höheren Preise lockten Händler aus ganz Zentralindien, und die Preisspekulation endete.

### Letzte Jahre
Infolge von Überarbeitung und Vorerkrankungen brach Sleeman 1854 gesundheitlich zusammen; nach einem Kuraufenthalt (1855) wurde er pensioniert. Auf der Rückreise nach England starb er am 12. Mai 1856 67-jährig an Bord des Schiffes Monarch vor der Küste Ceylons.
Sleeman hinterließ einen Sohn und fünf Töchter.

## Kritik
Sleeman wurde – vor allem nach 1947 – vorgeworfen, bei seinen Aktionen gegen die Thuggee Fakten übertrieben, falsch dargestellt oder gar frei erfunden zu haben; die von ihm den Thuggee zugeschriebenen Verbrechen seien regional und zeitlich eng beschränkt gewesen, den unruhigen Zeiten geschuldet und zur Durchsetzung der englischen Rechtsprechung, zur Demoralisierung der einheimischen Bevölkerung und zur Legitimierung der weißen Herrschaft instrumentalisiert worden.
Dabei wurden nationale Empfindlichkeiten sichtbar, die letztlich nur zu Lasten der ausschließlich indischen Opfer gingen. Schon die Reiseschriftstellerin Fanny Parks hatte 1831 festgestellt: „Die Thags würden sich niemals an einem Europäer vergreifen“. Der einzige Europäer, der durch Thugs ums Leben kam, war Lt. Monsell, der 1812 in einem Gefecht gegen sie fiel.
Seit Gustav Pfirrmann im India Office in London die 19 Aktenbände sichtete, die sich mit den Thuggee befassen – Duplikate der Akten befinden sich in den indischen Archiven –, muss man Sleemans Darstellung als faktisch gesichert ansehen.
In den letzten Jahren zeichnet sich ein Wandel in der Beurteilung ab: Die Existenz des Thug-Schwerverbrechens im kolonialen Indien wird nun weder als Tatsache noch in ihrem Ausmaß bestritten, die Vorgänge der 1830er Jahre werden wieder als Realität vorausgesetzt. Die seit 2002 erschienenen Darstellungen nehmen Sleemans Bericht als das, was er von Anfang an war: ein Polizeireport über das Tun und Treiben einer Verbrecherbruderschaft großen Ausmaßes und deren Bekämpfung. Ein indischer Rezensent nannte Sleeman daher 2005 auch „zu Recht einen Heros des Raj“. In den indischen Polizeiakademien war Sleemans Buch Pflichtlektüre, es gilt bis heute als Musterbeispiel für erfolgreiche Bandenbekämpfung (Dacoits, Baghis, Naxaliten).

## Zitate
„Ich habe vor einem oder zwei Tagen zum ersten Mal von diesem Bericht gehört und ihn mir ausgeliehen. Er ist voller Zauber… Vor fünfzig Jahren, als ich noch ein Junge in dem damals abgelegenen und dünn bevölkerten Mississippital war“ – also um 1850 –, „drangen immer wieder unbestimmte Berichte und Gerüchte über eine geheimnisvolle Organisation von Berufsmördern zu uns, und zwar aus einem Lande, das praktisch gesehen so weit von uns entfernt lag wie die Sternbilder, die im Weltraum über uns blinkten – aus Indien. … Berichte, denen jeder gern lauschte und denen niemand Glauben schenkte. Man nahm an, dass die Geschichten sich unterwegs aufgebauscht hätten … die Quelle, aus der die Thuggeschichten hauptsächlich flossen, war ein amtlicher Bericht … Der Bericht wurde im Jahre 1839 von Major Sleeman vom britischen Heer in Indien verfasst und 1840 in Kalkutta gedruckt. Es ist ein plumpes, großes, dickes, recht schlechtes Exempel der Buchdruckerkunst, aber womöglich noch recht gut für eine Regierungsdruckerei in jener alten Zeit und jener entlegenen Gegend.“

„Ein Träger sagte zu mir: ‚Sie können das Wasser hier nicht trinken. Haben Sie nicht gehört, wie der Kupfertopf unten im Brunnen – bump-bump  – auf eine Leiche aufgeschlagen ist?‘“

## Belege
1. ↑  http://www.kriminologie.uni-hamburg.de/wiki/index.php/Thug
2. ↑  Zahlen nach Tuker, S. 88.
3. ↑  Hiralal Gupta: A Critical Study of the Thugs and their Activities. In: Journal of Indian History (Department of History, University of Kerala) Band 37, 1959, S. 167–177; Aparna Roy: Die Thags, oder die Geschichte eines kriminellen Bundes im kolonialen Indien. In: Männerbande – Männerbünde. Zur Rolle des Mannes im Kulturvergleich. 1990, S. 185–191; Upamantu Pablo Mukherjee: Crime and Empire. The Colony in Nineteenth-Century Fictions of Crime. OUP, Oxford 2003. Vgl. auch Tom Lloyd: Acting in the „Theatre of anarchy“. The 'Anti-Thug-Campaign' and elaborations of colonial rule in early nineteenth-century India. Edinburgh: University, School of Soc.&Pol.Studies, Centre for SAS 2006. (Elektronische Ausgabe); Radhika Singha: A Despotism of Law. Crime and Justice in Early Colonial India. OUP, Delhi, Calcutta, Chennai u. a. 1998; das Zitat von Sherwood: siehe S. 58; Susan Bayly: Caste, Society and Politics in India from the Eighteenth Century to the Modern Age. CUP, Cambridge 1999. (The New Cambridge History of India. Band IV,3).
4. ↑  Wanderings of a Pilgrim in Search of the Picturesque, during four-and-twenty years in the East; with Revelations of Life in the Zenāna. Illustrated with Sketches from Nature. 2 Bände, Richardson, London 1850. Kapitel 13, Schluss.
5. ↑  Gustav Pfirrmann: Religiöser Charakter und Organisation der Thag-Brüderschaften. Phil. Diss. Tübingen 1970. Seiten V, 40 und 117–137.
6. ↑  Kevin Rushby: Children of Kali. Through India in search of bandits, the thug cult and the British rail. Constable, London 2002; Mike Dash: Thug. The true story of India’s murderous cult. Granta, London 2005; Kim A. Wagner: Thuggee. Banditry and the British in early nineteenth-century India. Palgrave, Basingstoke Macmillan 2007; Martine van Woerkens: Le voyageur étranglé. L'Inde des Thugs, le colonialisme et l'imaginaire. Michel, Paris 1995. (Englische Ausgabe: The strangled traveler. Colonial imagines and the Thugs of India. Translated by Catherine Tihanyi. UP, Chicago 2002.)
7. ↑  Krishna Dutta: Thug – the true story of India's murderous cult by Mike Dash. The sacred slaughterers. In: The Independent. 8. Juli 2005.
8. ↑  Francis Tuker: The Yellow Scarf. The story of the life of Thuggee Sleeman, or, Major-General Sir William Henry Sleeman, K.C.B., 1788–1856, of the Bengal Army and the Indian Political Service. Dent, London 1961; Neuausgabe: White Lion, London 1977; Mala Sen: Bandit Queen. Die Geschichte der Phoolan Devi. Goldmann, München 1993. (Englische Ausgabe: India's Bandit Queen. The True Story of Phoolan Devi. Harper Collins, London 1991). S. 52.
9. ↑  Mark Twain: Dem Äquator nach. Hoffmann und Campe, Hamburg 1965. (Originalausgabe: Following the Equator. American Publishing, Hartford 1897. Neuauflage: National Geographic, Washington 2005). Kapitel 27, hier: S. 241 f., Kapitel 46 und 47.
10. ↑  Wanderings, Kap.13 (1830). - Die Thugs warfen ihre Opfer im Norden des Landes oft in die Brunnenanlagen.  - Die Reiseschriftstellerin Fanny Parks war als Gast der Sleemans Augenzeuge der Verhöre, erlebte Thugverfahren und -hinrichtungen mit und besuchte deren Kali-Tempel in Mirzapur.

### Werke (in zeitlicher Folge)
- The story of the Byza Bae. Von Sleeman selbst gedruckt und hg. Ohne Ort. Ohne Jahr (Jabalpur 1827). – Eine Photokopie des Exemplars der Ames Library, St. Paul, Minnesota ist als Mikrofilm erhältlich: London: Rank Xerox 196-?
- On Taxes, or public revenue; the ultimate incident of their payment, their disbursement and the seats of their ultimate consumption. By an Officer in the military and civil service of the East India Company [i. e. William Henry Sleeman]. London 1829.
- Ramaseeana, or a vocabulary of the peculiar language used by the Thugs, with an introduction and appendix, descriptive of the system pursued by that fraternity and of the measures which have been adopted … for its suppression. 2 Bände, Huttmann, Kalkutta 1836.
- A Report on the system of Megpunnaism, or the murder of indigent parents for their young children … as it prevails in the Delhie Territories, etc. Serampore 1839.
- Die Thags oder Phansigars von Indien. Geschichte von Aufstieg und Entwicklung einer außergewöhnlichen Mörderzunft. Mit den „Notizen über die Thags“ von Captain P. A. Reynolds aus dem Jahr 1837. Vollständige Ausgabe, aus dem Englischen übersetzt und herausgegeben von Thomas Kohl. Originaltitel: The Thugs or Phansigars of India: Comprising a history of the rise and progress of that extraordinary fraternity of assassins; and a description of the system which it pursues, and of the measures which have been adopted by the Supreme Government of India for its suppression. Compiled from original and authentic documents published by Captain W. H. Sleeman, Superintendent of Thug Police. 2 Bände in 1, Carey & Hart, Philadelphia 1839; Gutenberg Buchhandlung, Mainz 2009. Nachdruck der englischen Ausgabe bei Kessinger Publishing (unvollständig), digitalisiertes Exemplar der Harvard College Library (dort fehlt S. 8) in der Google-Buchsuche.
- Report on the depredations committed by the Thug Gangs of Upper and Central India, from the cold season of 1836-37, down to their gradual suppression … in the year 1839. Bengal Military Orphan Press, Kalkutta 1840.
- An Account of Wolves nurturing Children in their dens. By an Indian Official [i. e. Sir W. H. Sleeman]. A reprint of the pamphlet published in 1852, 1888. In: Periodical Publications. London. The Zoologist, 3. Serie, Band 12. 1843 (Über Wolfskinder in Zentralindien)
- Rambles and recollections of an Indian official. Hatchard, London 1844 [Rambles and Recollections of an Indian Official.] Mufid-i-am Press, Lahore 1888 [Rambles and Recollections of an Indian Official.] 2 Bände 1893. Rambles and recollections of an Indian official. Revised annotated ed. by Vincent A. Smith. Karachi. OUP, London 1973. Rambles and Recollections of an Indian Official. Revised annotated edition by Vincent A. Smith. With a portrait, bibliography and map. Milford, London 1915.
- Report on Budhuk, alias Bagree Dacoits, and other gang robbers by hereditary profession; and on the measures adopted by the Government of India for their suppression. With a map. Bengal Military Orphan Press, Kalkutta 1849.
- Diary of a tour through Oude, in December 1849, & January & February, 1850. Lucknow 1852.
- Sleeman in Oudh. An abridgement of W.H. Sleeman’s “A journey through the kingdom of Oude in 1849–50”. edited with an introduction and notes by P.D. Reeves. Cambridge UP, London 1971.
- A Journey through the Kingdom of Oude in 1849–1850. … With private correspondence relative to the annexation of Oude to British India, etc. 2 Bände, London 1858.
- The history of the reigning family of Oude. Rank-Xerox, London [196-?] Photocopy of an unpublished book in the possession of the Ames Library.
- Iconoclastes on the princes and territorial chiefs of India. Cheltenham 1853. Includes bibliographical references.

### Bearbeitungen
- Thug, or A Million Murders, etc. An account of the suppression of thuggee by Sir W. H. Sleeman. With plates, including a portrait. Sampson Low, London 1933.
- Thug, or a million murders. With a foreword by William T.F. Horwood. Pilgrims, Delhi 1998.

### Sekundärliteratur
- Francis Tuker: The Yellow Scarf. The story of the life of Thuggee Sleeman, or, Major-General Sir William Henry Sleeman, K.C.B., 1788–1856, of the Bengal Army and the Indian Political Service. Dent, London 1961. Neuauflage: White Lion, London 1977.
- Mike Dash: Thug. The true story of India’s murderous cult. Granta, London 2005.
- Krishna Dutta: Thug – the true story of India's murderous cult by Mike Dash. The sacred slaughterers. In: The Independent. 8. Juli 2005.
- Tom Lloyd: Acting in the „Theatre of anarchy“. The 'Anti-Thug-Campaign' and elaborations of colonial rule in early nineteenth-century India. Edinburgh: University, School of Soc.&Pol.Studies, Centre for SAS 2006. (Elektronische Ausgabe).

## Verfilmungen
- Die Täuscher, englisch The Deceivers (1988), mit Pierce Brosnan